# 高級督察

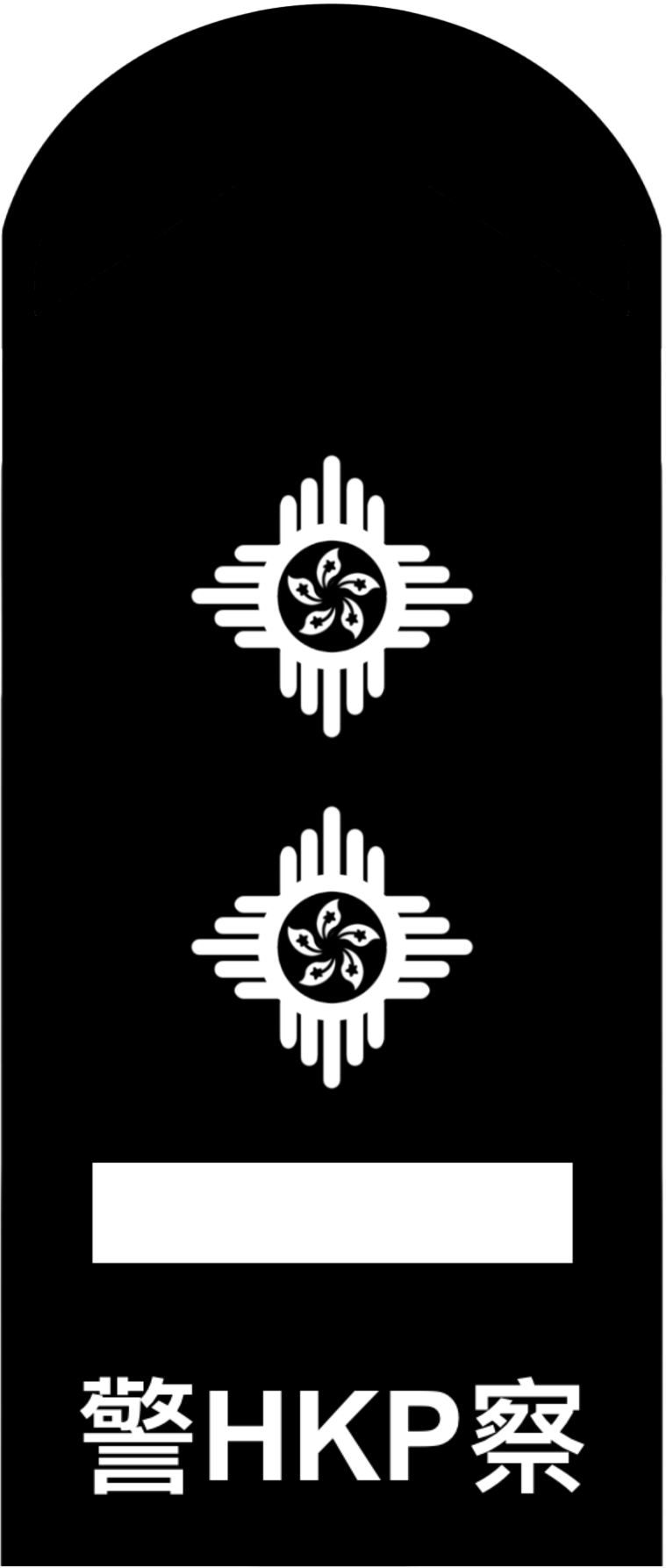
香港警務處高級督察肩章

高級督察（英文：Senior Inspector of Police，縮寫：SIP）俗稱「大幫」、「兩粒一瓣」及「兩粒半」，是香港警察職級其中一個督察級職級，為警官的級別；職級與見習督察和督察一樣，位於警署警長之上，總督察之下，負責擔任小隊指揮官。截至2009年年底，香港有逾1,700名（不包括總督察在內的）督察級人員。根據紀律人員薪俸及服務條件常務委員會於2009年年中所公布的報告，高級督察（包括擔任督察的年資）平均的在任期為19年2個月。

## 徽章衣飾
高級督察的襯衣為白色，肩章上有兩枚軍星和一條扛。

## 歷史
首任華人高級督察為林大衛和林文浩，於1961年1月1日獲委任。首位女性高級督察為J. Panter，於1963年6月21日獲委任。首任女性華人高級督察為呂芷英（Lui Che Ying）和李愛蓮（Lee O'lin），於1967年4月1日獲委任。

## 晉升途徑
高級督察在該級服務滿5年，須通過高級專業考試（評核考者的策劃能力，包括迅速地作出複雜的行動命令或者行政指令，以及處理紀律聆訊，以了解考者的理解、計劃、指揮及決策等各方面的督導及監察的能力，以及是否有遠見等。），獲得遴選委員會推薦，並且通過升級遴選面試，方能晉升為總督察。根據紀律人員薪俸及服務條件常務委員會於2009年年中所公布的報告，高級督察平均須要累積6年的年資方能成功晉升成為總督察。